# IC 2157
IC 2157 је расијано звјездано јато у сазвјежђу Близанци које се налази на листи објеката дубоког неба у Индекс каталогу.
Деклинација објекта је + 24° 3' 21" а ректасцензија 6h 4m 49,8s. Привидна величина (магнитуда) објекта IC 2157 износи 8,4. IC 2157 је још познат и под ознакама OCL 465.